# Hector Viger
Pour les articles homonymes, voir Viger.
Hector Viger, dit Victor Viger du Vigneau, né le 25 octobre 1819 à Argentan et mort le 15 mars 1879 à Paris est un peintre français.

## Biographie
Jean Louis Hector Viger est le fils de Pierre Marin Bruno Viger, propriétaire, et d'Anne Deplanche.
Après la mort de son père, sa mère épouse Jean Louis Duvignau, pharmacien à Paris.
Il est élève de Martin Drolling, Paul Delaroche et Henri Lehmann, et s'oriente vers la peinture d'histoire et de portraits, il expose au Salon à partir de 1845.
Neuf de ses portraits sont exposés au Salon de 1849.
En 1850, il intègre le comité central des artistes, il en deviendra le secrétaire général et démissionne de ce poste en 1854.
Il épouse le 15 décembre 1853, à Chalon-sur-Saône, l'artiste peintre Pierrette Mariquot (1832-1893).
En 1860, il quitte l'atelier parisien de la rue Oudinot qu'il partageait avec d'autres artistes, peintres et sculpteurs, pour s'installer au passage Stanislas.
Il se prend de passion pour le Consulat et l’Empire. Napoléon III lui accorde en 1863 l'autorisation de préparer une série de toiles consacrée à l’histoire de la famille impériale. Il loge alors à la Malmaison, installé par l'impératrice Eugénie dans une dépendance du château jusqu'en 1870.
Il meurt à son domicile parisien du passage Stanislas le 15 mars 1879. Il est inhumé dans le village d'Argentan. Son ami Em. Bertin lui dédie son poème Sunt Lacrymæ Rerum, publié dans Le Parnasse.
De nombreux tableaux d'Hector Viger et de son épouse Pierrette restés au domicile du couple sont mis en vente au décès de la veuve Viger.

Œuvres d'Hector Viger
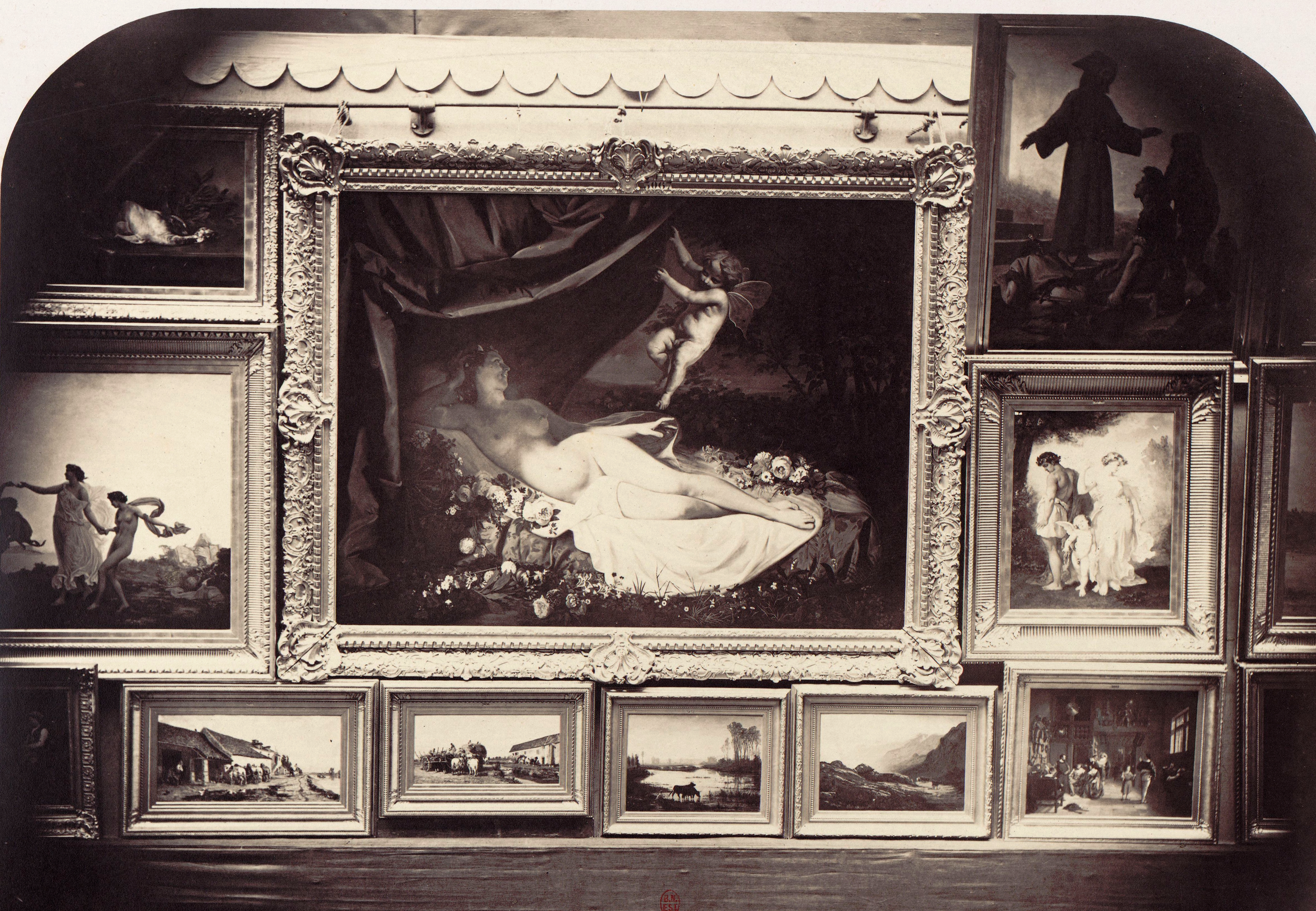
Flore et Zéphir (Salon de 1861), localisation inconnue.
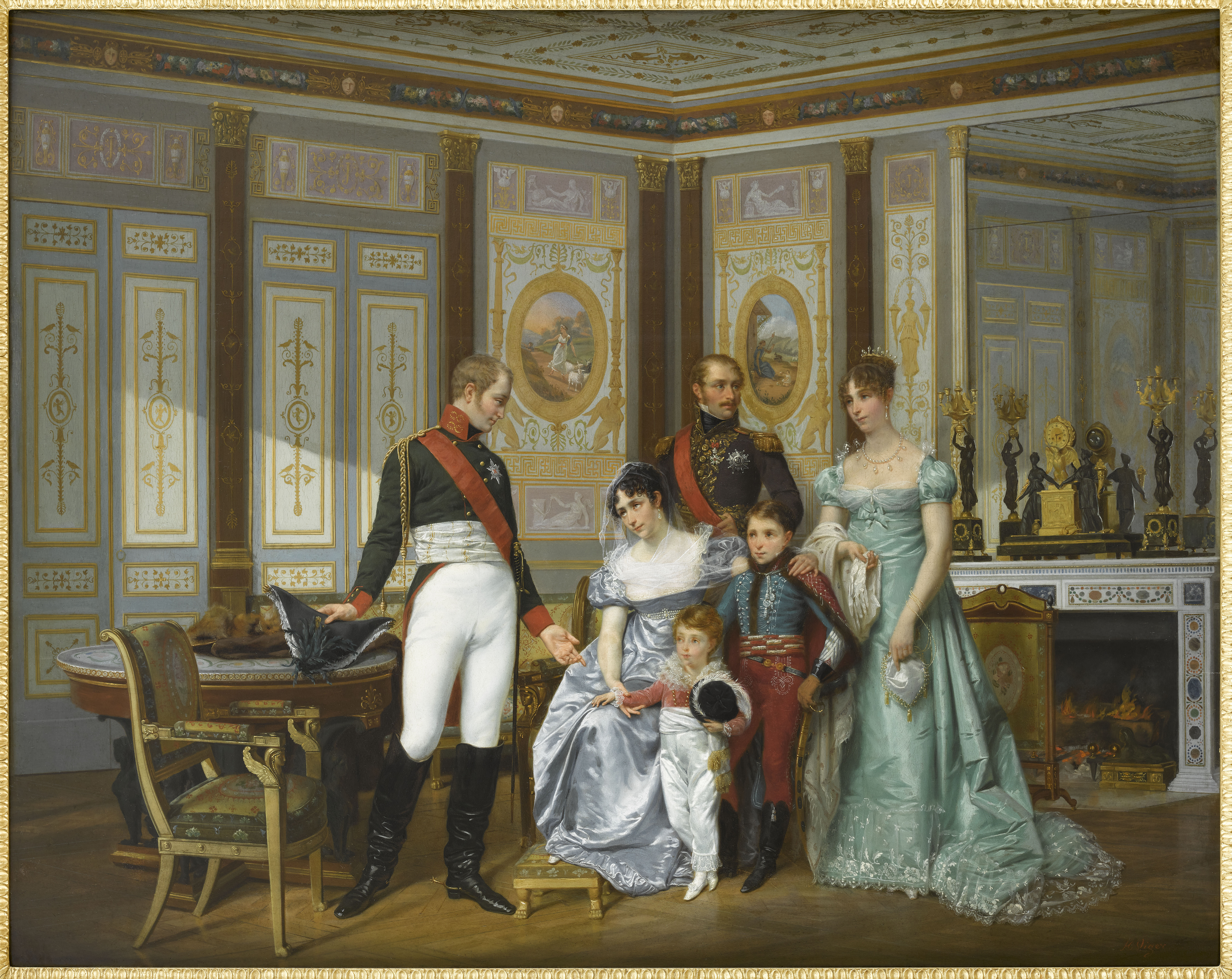
L'Impératrice Joséphine reçoit à la Malmaison la visite du tsar Alexandre Ier, à qui elle recommande ses enfants, le prince Eugène, la reine Hortense et ses fils Napoléon-Louis et Louis-Napoléon (futur Napoléon III) (mai 1814) (vers 1864), château de Malmaison.
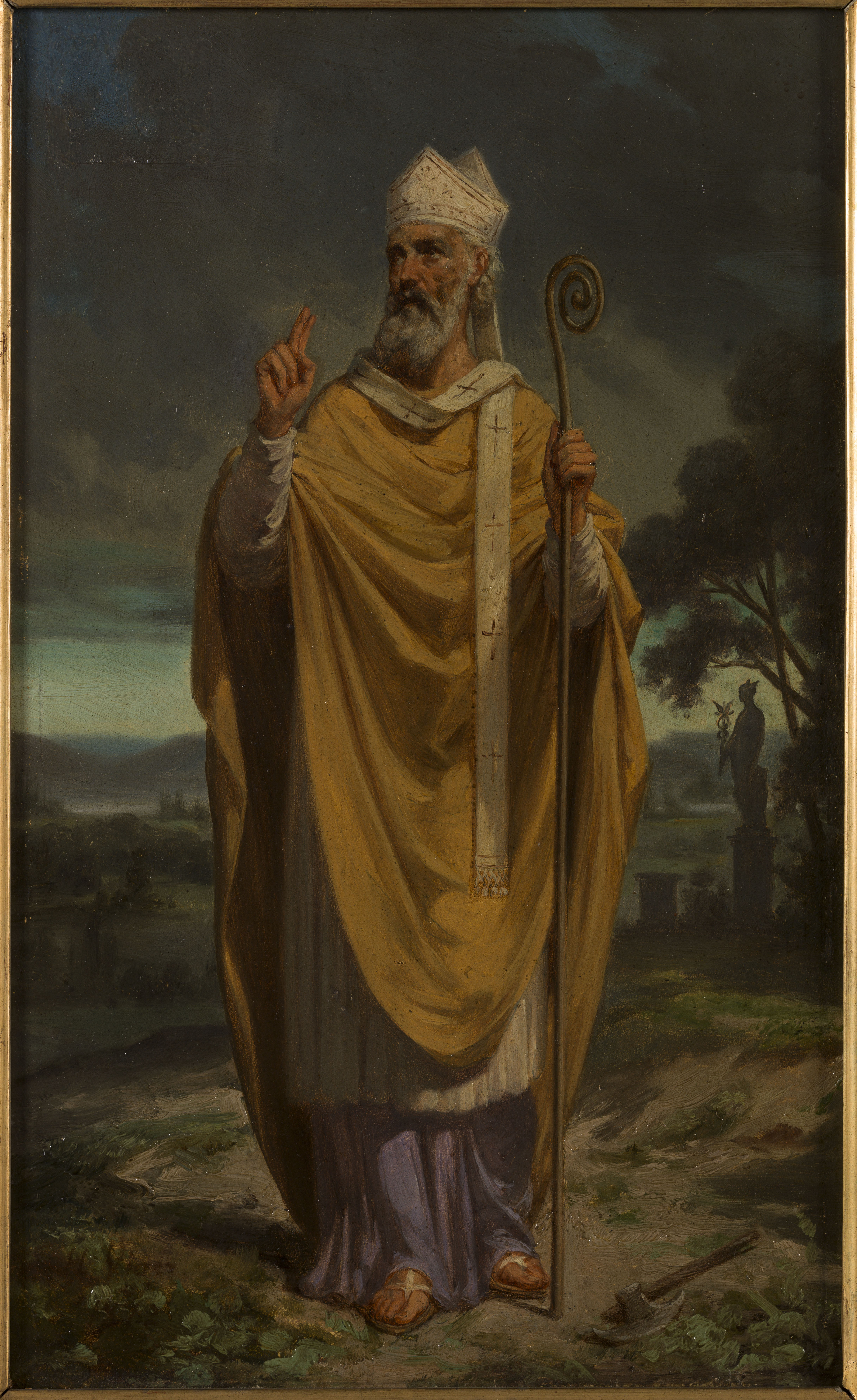
Esquisse pour l'église de Dugny : saint Denis (vers 1872), Paris, Petit Palais.